# Keket

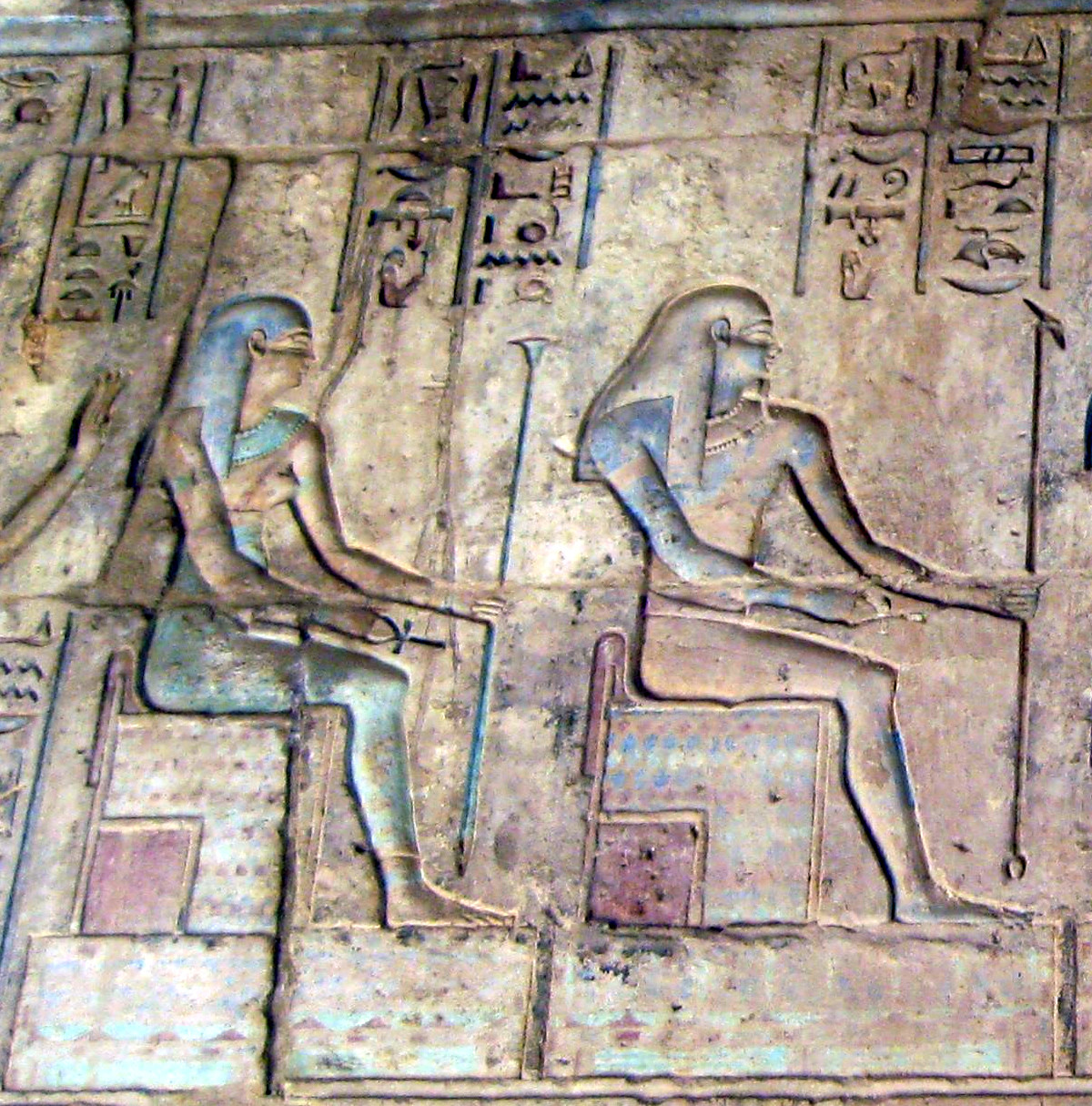
Kuk e Keketh

Keket o Kuket è una divinità egizia appartenente alla religione dell'antico Egitto.
È la paredra di Kuk e fa parte dell'ogdoade.
In geroglifico:
| V31 · V31 | X1 | N3 |

Keket,Oscura